# Saad Esporte Clube
Saad Esporte Clube foi um clube de futebol de São Caetano do Sul, no estado de São Paulo. Posteriormente mudou-se para Campo Grande no Mato Grosso do Sul, e após isso, para Águas de Lindóia, novamente em São Paulo. Disputou campeonatos de futebol feminino.
Fundado pelo empresário Felício José Saad em 28 de abril de 1961, suas cores são azul e branco.
O time que teve craques como Dorval, Coutinho e o folclórico Rui Ramos.

## História

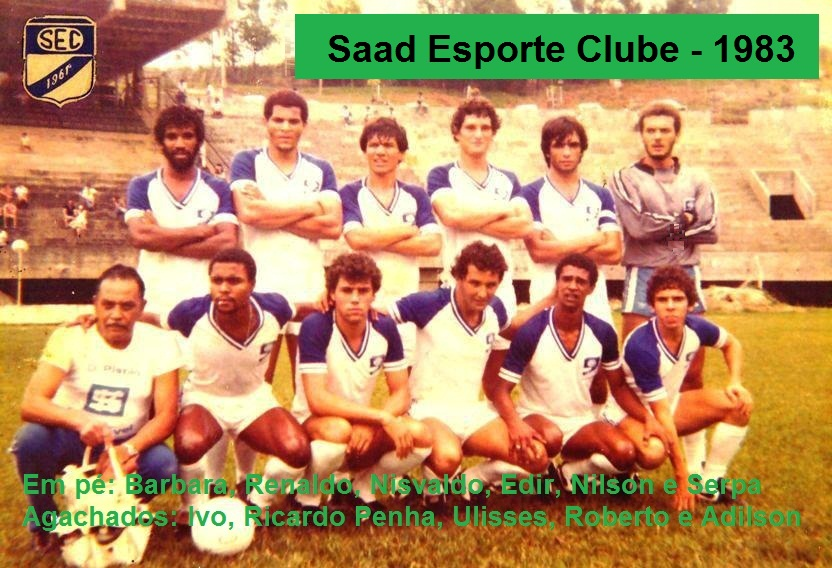
Elenco do Saad em partida contra o em Americana, 1983.

Há várias décadas, o município de São Caetano do Sul manifestava grande pujança através das grandes empresas que lá se estabeleceram. Prevaleciam por lá os clubes sociais e varzeanos. Em uma viagem que fez à cidade de Campinas, o senhor Felício voltou impressionado com o interesse e a paixão clubística dos torcedores campineiros pela Associação Atlética Ponte Preta e pelo Guarani Futebol Clube. Ele achou que faltava à população do grande ABC a alegria de poder se mobilizar em torno de um time profissional de futebol.
Havia em São Caetano do Sul uma equipe que participara por quatro anos seguidos da Primeira Divisão do Campeonato Paulista de Futebol, era a Associação Atlética São Bento, oriunda da fusão do São Caetano Esporte Clube com o Comercial Futebol Clube de São Paulo. Todos encerraram suas atividades, embora o São Caetano EC tenha se tornado um clube social de grande êxito. Assim, ao ser visitado pelo então Prefeito de São Caetano do Sul, Walter Braido, o senhor Felício fez a promessa de implantar em São Caetano do Sul uma equipe profissional de Futebol, promessa que cumpriu com grande êxito.
A partir de 1966, o Saad Esporte Clube inicia sua jornada profissional, chegando rapidamente à Primeira Divisão do futebol paulista, em 1974. No ano seguinte, repetiu o feito, mas em 1976 a entidade retomou a fórmula do acesso e descenso e o Saad caiu para a segundona.
Em 1985, o time abriu as portas para o futebol feminino quando sofreu o preconceito do futebol para mulheres.
Em 1989, o Saad Esporte Clube fechou as portas por brigas políticas em São Caetano do Sul. No mesmo ano foi fundado a Associação Desportiva São Caetano. Se transferiu para Águas de Lindóia onde jogou os campeonatos de 91 e 92, mas, por causa da falta de apoio, pediu licenciamento no masculino à Federação Paulista em 1993.
A partir do final dos anos 1990, o Saad Esporte Clube desenvolveu um projeto bastante audacioso, implantando uma equipe brasileira de futebol na liga profissional feminina dos Estados Unidos, a WUSA. A viabilidade dessa ousadia só foi possível através de um convênio com a National American University (NAU), que cedeu suas instalações para os treinamentos e hospedagem da equipe na bela cidade de Rapid City. Lá, o Saad manteve equipes femininas em três modalidades distintas de competição: futebol de campo, futebol indoor e futebol de campo “Co-ed”, que reúne homens e mulheres lado a lado no mesmo time.
A agremiação possuiu em sua equipe feminina cinco atletas da seleção brasileira que conquistou a medalha de prata nos Jogos Olímpicos de Atenas-2004.
O futebol feminino do Saad posteriormente foi sediado em Mato Grosso do Sul, sob o nome de MS/Saad, sendo campeão da Copa do Brasil de Futebol Feminino de 2007. O time de futebol profissional masculino disputou em 2009 a segunda divisão do Campeonato Sul-Mato-Grossense e em 2010 foi promovido para a primeira divisão do estadual de Mato Grosso do Sul.
O clube encerrou atividades em 2013.
Em 2016, um grupo de meninas disputou a Liga de Desenvolvimento da Conmebol pelo Saad.
Em 2019, é lançado o livro “Almanaque do Saad Esporte Clube: 1961-1992”, de Julio Bovi Diogo, Renato Donisete Pinto e Rodolfo Pedro Stella Jr.
Em 2022, uma nova camisa foi feita pelo jornalista Will Castro em comemoração aos 61 anos do clube, que coincidiram também com seu ano de fundação, junto da empresa Filacom Golkiper. O novo uniforme carrega uma estrela no vão do número seis em homenagem a Felício José Saad, e um patch que celebra a conquista da Copa do Brasil Feminina de 2007.

### Escudos
| Evolução do Escudo do Saad Esporte Clube | Evolução do Escudo do Saad Esporte Clube | Evolução do Escudo do Saad Esporte Clube | Evolução do Escudo do Saad Esporte Clube |
| 1961-2005                                | 2006-Presente                            |                                          |                                          |
| ---------------------------------------- | ---------------------------------------- | ---------------------------------------- | ---------------------------------------- |

## Títulos

### Futebol feminino
- Troféu Comitê Olímpico Internacional - Tricampeão (1993, 1994 e 1995)
- Campeonato Brasileiro de Seleções[nota 1] - 1994.[6]
- Troféu Brasil - 1989.
- Torneio de Futebol Feminino - 1991.
- Campeonato Nacional - 1996.
- Circuito Brasileiro - 2003.
- Copa do Brasil - 2007.[7]
- Copa São Paulo - Hexa-Campeão (1990 a 1995)
- 1º Circuito Paulista - 1994.
- 1º Torneio Internacional do Distrito Federal - 1994.
- Jogos Regionais de São Roque - 2009.[8]

### Campanhas de destaque
- Vice-campeão do Mundialito de Clubes - 1986.
- Vice-campeão da Taça Brasil de Futebol Feminino - 1993.
- Vice-campeão Paulista - 2005, 2006 e 2008.

### Jogadores de destaque
- Coutinho
- Dorval
- Índio
- Rodrigo